# ساكن الحرج العادي النجدي
ساكن الحرج العادي النجدي (الاسم العلمي: Bebearia subtentyris)، نوع من الفراشات التي تتبع جنس ساكن الحرج وفصيلة الحورائيات. يوجد في الكاميرون. يألف الغابات الشبه الجبلية.

## النويعات
- Bebearia subtentyris subtentyris (غرب الكاميرون)
- Bebearia subtentyris phoebeensis Hecq, 1996 (الكاميرون)